# Florens III. (Holland)
Florens III. von Holland (auch Floris, * um 1138; † 1. August 1190 in Antiochia) war der Sohn des Grafen Dietrich VI. von Holland und Sophie von Salm-Rheineck, Tochter von Pfalzgraf Otto I.

## Leben
Florens III. war ein getreuer Anhänger des Kaisers Friedrich I. Barbarossa. Dieser gewährte ihm die wichtigen Zölle zu Geervliet an der Rhein- und Maasmündung (1179) und verlieh ihm den Titel eines Reichsfürsten (1177). Florens folgte seinem Vater 1157 in der Regierung. Von nun an trug er den Titel „Graaf van Holland“. Da er Anhänger der Staufer war, erreichte er am Niederrhein eine mächtige Position und galt zeitweise als angesehener Fürst dieses Gebietes. Während seiner Regierungszeit begann der Krieg mit Flandern um das Gebiet Zeeland. Er musste 1167 im Vertrag von Brügge die flämischen Lehnshoheit für dieses Gebiet anerkennen. 1168 geriet er in die Gefangenschaft von Flandern und musste für Zeeland Vasall werden. Daraus begründeten sich die jahrhundertelangen Streitigkeiten beider Länder. Er behauptete in Friesland und im Bistum Utrecht den holländischen Einfluss, besonders durch das Wohlwollen seines bischöflichen Bruders.
Zusammen mit seinem Sohn Wilhelm begleitete er 1189 den Kaiser auf den Dritten Kreuzzug und starb in dessen Verlauf in Antiochia an einer Seuche, womöglich an Malaria.
Er heiratete 1161/62 Adelheid von Huntingdon († 11. Januar, um 1208), Tochter des Prinzen Heinrich von Schottland.
Aus dieser Ehe gingen neun Kinder hervor:
- Dietrich VII. (* um 1164, † 1203)
- Heinrich
- Florens († 30. November 1210), Bischofselekt von Glasgow
- Wilhelm I. (* um 1165, † 4. Februar 1223)
- Adelheid (* um 1163, † nach 1205)  ⚭ 1176 Otto I. von Brandenburg (* um 1128, † 8. Juli 1184)
- Sophia
- Margarete († nach 1203) ⚭ Dietrich IV von Kleve († 1193–95)
- Elisabeth († jung)
- Agnes (* 1205, † 1228), Äbtissin von Rijnsburg
- Boudewijn († um 1204)
- Mechthild († um 1223) ⚭ Arnold von Altena